# Лимёй
Лимёй (фр. Limeuil) — коммуна на юго-западе Франции в департаменте Дордонь (регион Аквитания).
Поселение включено в список «Самые красивые города Франции».

## География
Коммуна расположена в месте слияния рек Дордонь и Везер.
Своим названием деревушка Лимёй обязана вязу. В галло-романскую эпоху префикс lim образовался от слова lemo, означавшего вяз. А euil возникло из слова ialo, означавшего открытую местность или поляну.
Лимёй располагается на территории Пурпурного Перигора у самой границы с краем Чёрный Перигор.
Лимёй расположен в 36 километрах от Сарла-ла-Канеда, в 41 километре от Бержерака и в 47 километрах от Перигё.

## История

### Античность
Возраст поселения на месте Лимёя характеризуется множеством обнаруженных следов периода мадленской культуры. В ходе исследований были обнаружены иглы, пробойники, рыболовные крючки, остроги, посохи, украшенные изображениями рыб и оленей. Была найдена серия рисунков с изображением оленей, лошадей, горных козлов, быков и медведей. Рисунок с изображением «пасущегося оленя» представлен в Музее национальной археологии Франции в Сен-Жермен-ан-Ле, а его копию можно увидеть в коллекции местного Национального музея доисторической эпохи в коммуне Ле-Эзи-де-Таяк-Сирёй).

### Изабо де Лимёй

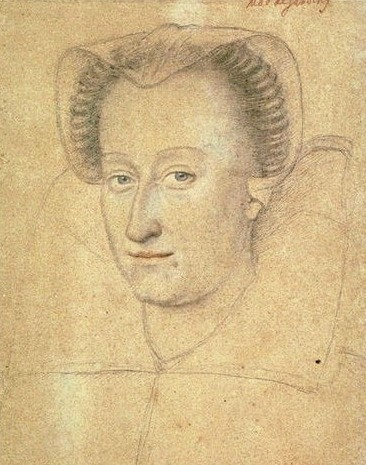
Изабо де Лимёй

С деревушкой Лимёй связана судьба известной личности, Изабо де Лимёй (фр. Isabeau de Limeuil), чья романтическая история была широко известна в XVI веке.
Изабо де Латур де Тюренн, ещё известна как мадемуазель де Лимёй (ок. 1535—1609 годы), родилась в Лимёе и была музой поэта Ронсара и хрониста Брантома, а впоследствии супругой тосканского финансиста Сципиона Сардини, имевшего отношение к истории с драгоценностями принца Конде.
Изабо была включена в состав известного «летучего эскадрона любви» королевы Екатерины Медичи (её фрейлины).

### Речное судоходство
В XVIII—XIX веках Лимёй был крупным центром речного судоходства, и на эту эпоху пришлась пора его экономического расцвета. В то время в Лимёе насчитывалось около 80 кустарных мастерских. Расположение городка возле слияния двух рек обеспечивало Лимёю благосостояние. Свидетелями той эпохи являются здания ресторанов «l’Ancre du Salut» и «le Chai», где тогда находился склад торговцев и контора управляющих речными перевозками.
Навигация была открыта на этих реках с весны по осень.

## Достопримечательности
- Панорамные сады, откуда открывается великолепный вид на слияние Дордони и Везера. Они расположены на месте прежнего укреплённого шато посёлка, возвышавшегося на скалистом утёсе. Сады представляют собой пейзажный парк, где установлены информационные щиты. В июле и августе в садах представлены различные мастерские (ткачество, плетение, покраска, валяние войлока, обработка земли).

- В наше время сохранились незначительные останки Лимёйского замка, в числе которых квадратная башня, канонерская башня и колодцы. Замок купил в 1902 году доктор Линарес (личный врач султана Марокко), примерно в то же время, когда был создан пейзажный парк. После смерти доктора сады пришли в запустение. Их выкупил муниципалитет в 1997 году и в 2007 году передал в управление ассоциации Au Fil du Temps для восстановления их былого облика.

- Церковь Сен-Мартен[2],[3], древнее здание в романском стиле в Пурпурном Перигоре, которое отличается от прочих местных церквей своими фресками и примечательной надписью, выполненной при освящении храма в 1194 году.

Церковь посвящена мученику Томасу Бекету и святому Мартину. Её построили по распоряжению английского короля Ричарда Львиное Сердце; в период правления его отца Генриха II и был убит Томас Бекет.
В 1276 году церковь Сен-Мартен стала второй приходской церковью в Лимёе. Она была выгодно расположена на паломническом пути Святого Иакова и удобна для посещения речным перевозчикам, ходившими по Дордони и Везеру. В 1791 году по решению революционных масс в Лимёе осталась только одна приходская церковь, а церковь Сен-Мартен национализировали и продали.
Церковь в 1965 году классифицирована как национальный исторический памятник. Начиная с 1966 года члены ассоциации Amis de Saint-Martin подняли церковь из руин.
- Церковь Сен-Катрин являлась официальной приходской церковью Лимёя. Она была построена в XIV—XV веках на фундаменте XII века, а её портал датирован XIX веком. В церкви имеется чёрная мадонна лодочников.

- Лимёй обладает всеми отличительными чертами средневекового поселения; город имеет укрепления, врата, жилые дома, торговые лавки, дворовые уборные, сточные канавы между двумя соседними домами.

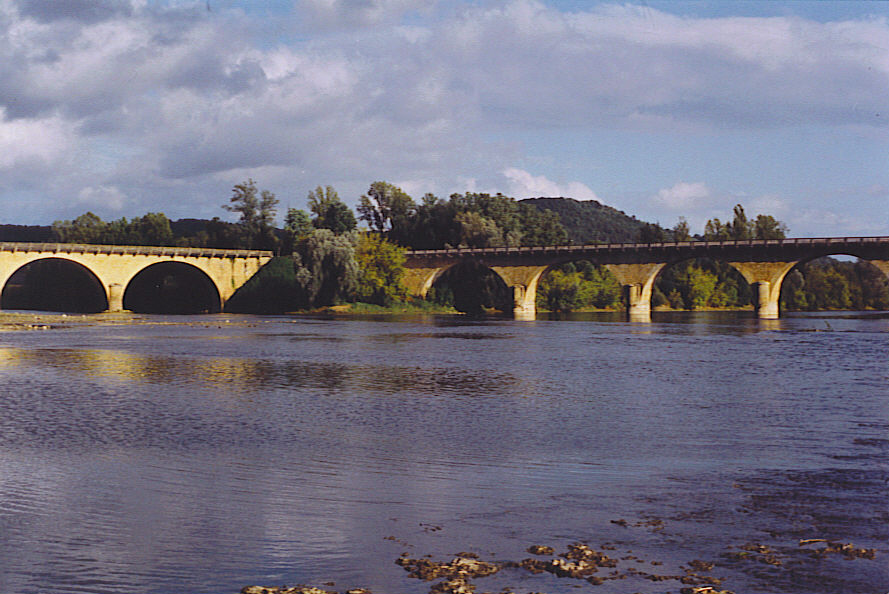
Слияние рек Везер и Дордонь
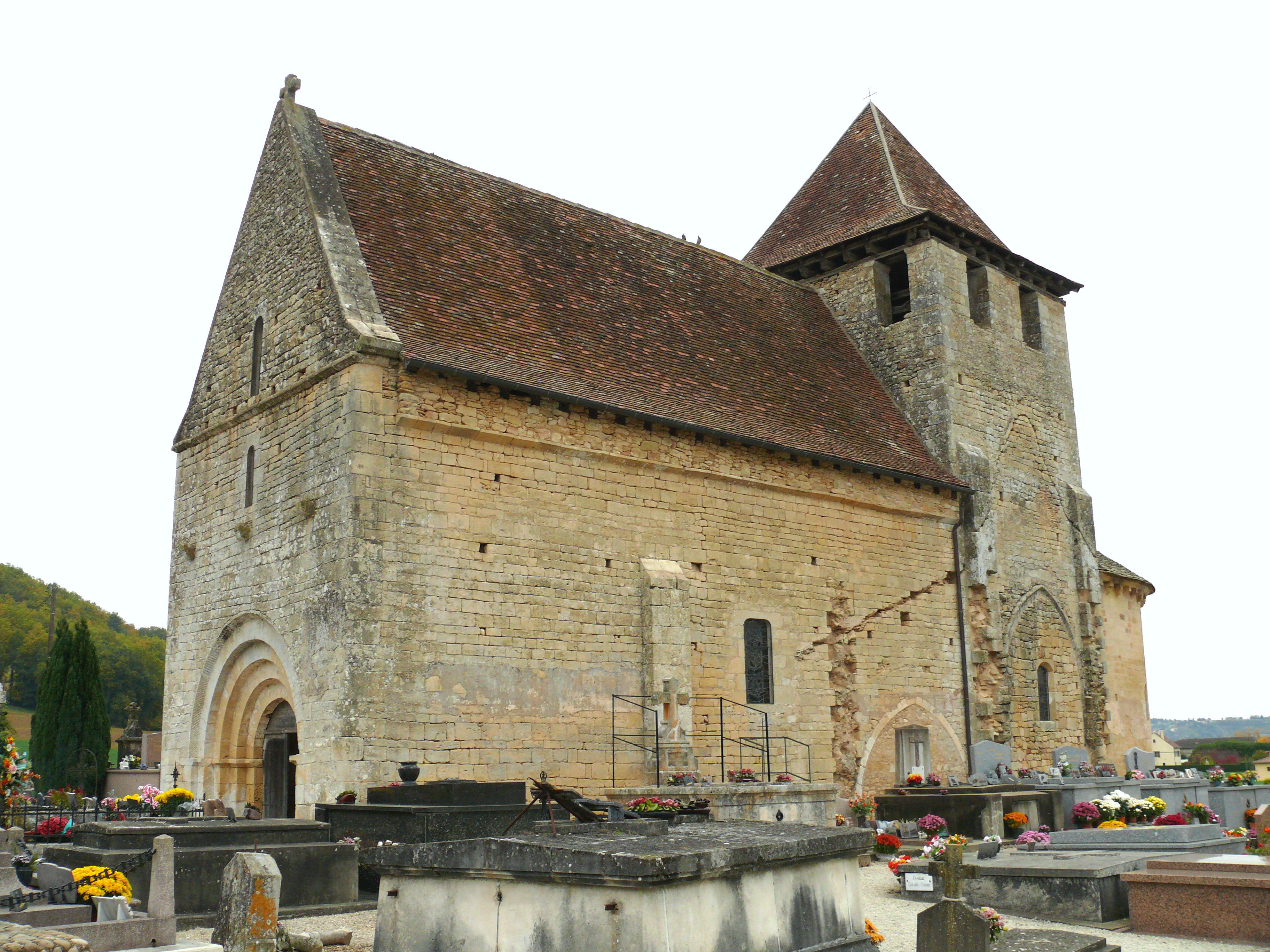
Церковь Сен-Мартен в центре кладбища
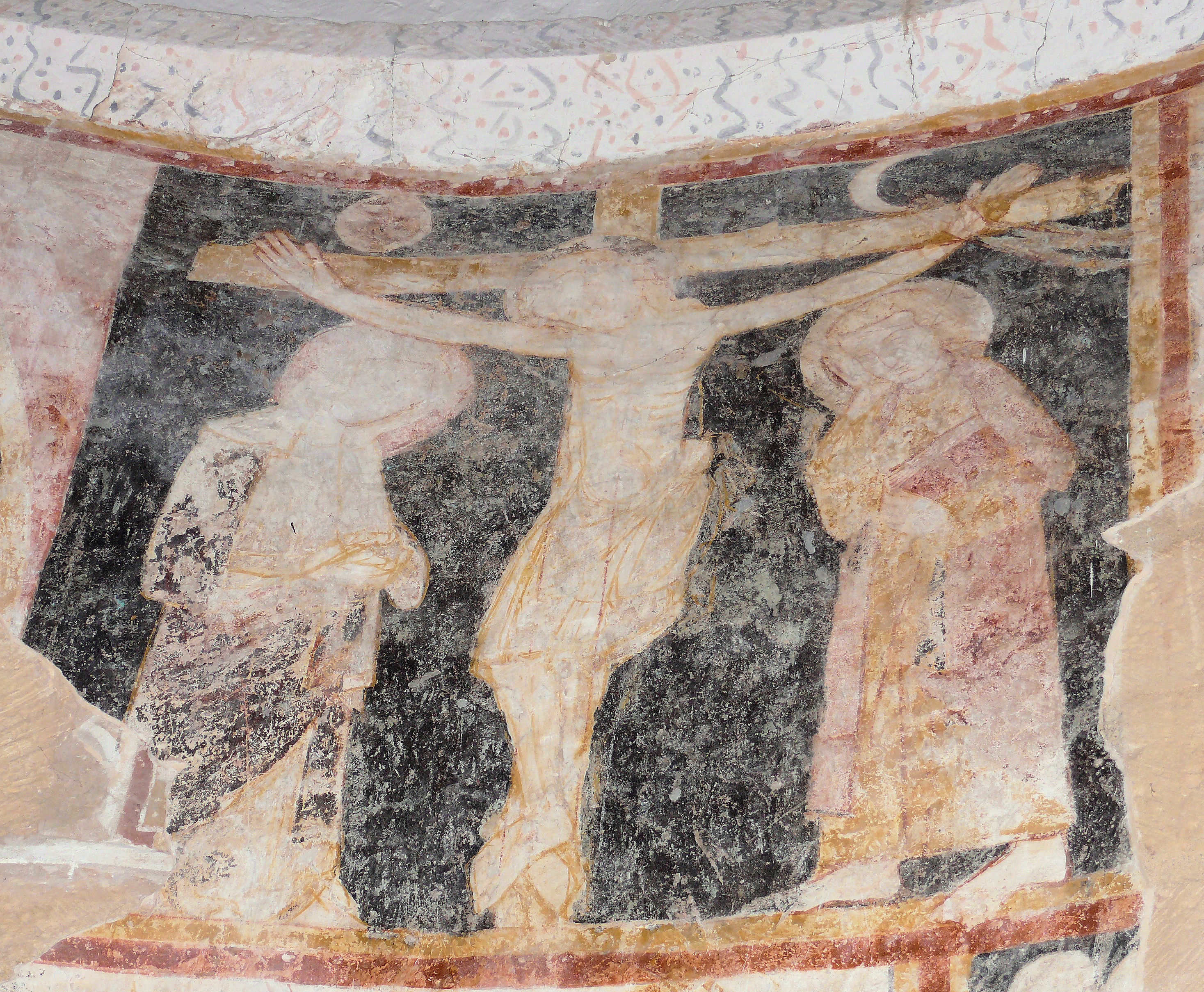
Фреска с распятием
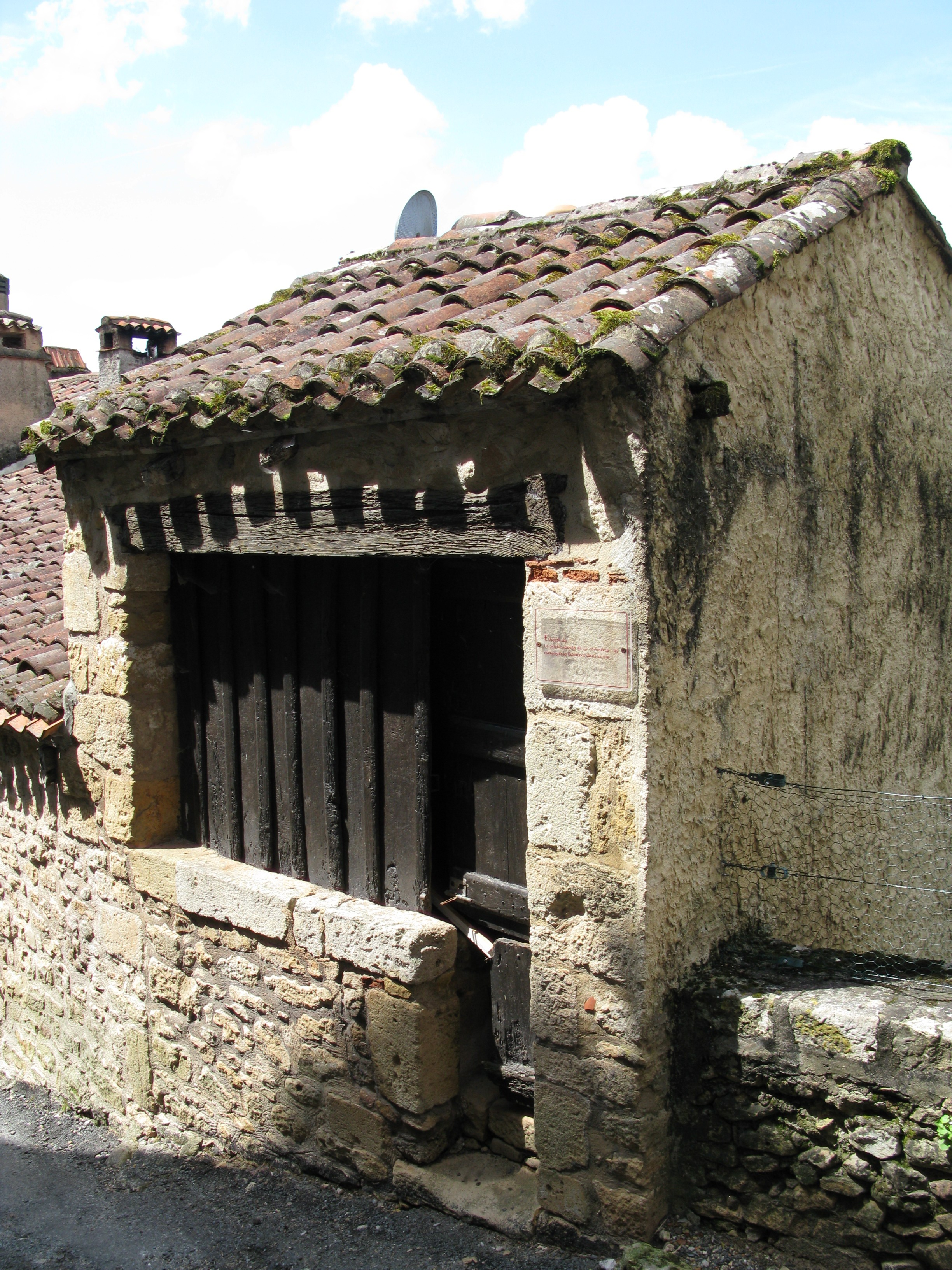
Лавка в Лимёе